# Кримська митрополія РПЦ
Кримська митрополія — незаконно створена митрополія Російської православної церкви на території окупованого Росією Криму. 

## Історія
Заснована 7 червня 2022 року рішенням Священного синоду РПЦ на території окупованої Автономної Республіки Крим та  Севастополя. РПЦ незаконно включила до складу Кримської митрополії Джанкойську, Сімферопольську та Феодосійську єпархії, які входять до складу Української православної церкви Московського патріархату. Вихід кримських єпархій із підпорядкування УПЦ МП не передбачений статутом церкви. За словами співзасновниці «Центру релігійної безпеки» Тетяни Деркач:
| | Ні у новій, ні в попередніх версіях статуту УПЦ єпархіям не надано право через голову керівних органів УПЦ проситися в РПЦ. За новою версією статуту, лише в період воєнного часу єпархіям, для яких ускладнена логістика, надано більше прав для впорядкування поточного життя, що раніше мало відбуватися через розгляд Синоду. Але змінювати юрисдикцію ніхто їм права не давав |
| — Тетяна Деркач, «Церковна анексія». Як кримські єпархії УПЦ МП перейшли до РПЦ, і чи остання це втрата для церкви | |

## Склад
- Джанкойська єпархія
- Сімферопольська єпархія
- Феодосійська єпархія

## Митрополити
- Лазар (Швець) (з 7 червня 2022)